# Kandang (Kapongan)
Kandang is een bestuurslaag in het regentschap Situbondo van de provincie Oost-Java, Indonesië. Kandang telt 3637 inwoners (volkstelling 2010).